# Шанско-Заводская волость
Шанско-Заводская волость — волость Медынского уезда, созданная 13 февраля 1924 года декретом ВЦИК «Об административном делении Калужской губернии» из Гиреевской и Кузовской волостей. Декрет утратил силу 15 февраля 1931 года. В том же, 1924 году в волости было организовано 24 школы. В октябре 1927 года волость отходит к Мятлевскому уезду. В июле 1929 года волость в составе Мятлевского уезда входит в Вяземский округ Западной области РСФСР.